# Chloroclystis pygmaeica
Bosara pygmaeica là một loài bướm đêm trong họ Geometridae.